# نیستل‌روده
نیستل‌روده (به هلندی: Nistelrode) یک منطقهٔ مسکونی در هلند است که در برن‌هیزه واقع شده‌است. نیستل‌روده ۶٬۰۴۸ نفر جمعیت دارد.